# Kilpis
Kilpis (Zweeds – Fins: Kilpisjoki; Samisch: Gilbbesjohka) is een rivier annex beek, die stroomt in de Zweedse  gemeente Kiruna en de Finse gemeente Enontekiö. De 25 010 meter lange rivier is de stroming binnen het gelijknamige meer en de uitstroming naar het zuiden naar de Könkämä. De rivier verlaat het meer met een stroomversnelling Kilpisluspa.
Theoretisch is het de rivier die tussen de twee toppen van de Salmiberg stroomt.
Afwatering: Kilpis → Könkämä →  Muonio → Torne → Botnische Golf